# Küçükhasan, Çeltik
Küçükhasan là một thị trấn thuộc huyện Çeltik, tỉnh Konya, Thổ Nhĩ Kỳ. Dân số thời điểm năm 2011 là 1.131 người.